# Игра престола
Игра престола (енгл. A Game of Thrones) први је роман серијала фантастике Песма леда и ватре писца Џорџа Р. Р. Мартина. Прво издање објављено је 1. августа 1996. у издању „Бантам спектре”. Роман је годину дана доцније добио награду Локус, а био је номинован 1998. за награду „Небјула”. Новела Крв змаја, која обухвата поглавља романа о животу Денерис Таргарјен, а добила је 1997. награду Хјуго за најбољу новелу. У јануару 2011. роман је проглашен бестселером Њујорк тајмса, а на прво место се попео у јулу те године.
У роману, Мартин представља виђеније куће Вестероса, дешавање на Зиду и наследнике Таргарјена кроз различите тачке гледишта. Игра престола је основа за прву сезону истоимене ТВ серије, чију прву епизоду је Ејч-Би-Оу приказао у априлу 2011.
У Србији, почевши од 2003, када је објављено прво издање, књигу је у неколико едиција објавила издавачка кућа Лагуна, у преводу Николе Пајванчића.

## Радња

### Позадина
Игра престола прати три главне приче истовремено. Већина дешавања почиње 298. године нове ере (после Егоновог освајања), док се пролог одвија годину раније. Приче у овом роману биће завршене 299.
Фабула је смештена превасходно у измишљених Седам краљевстава, на континенту званом Вестерос, који по својој привреди, култури и друштвеној структури подсећају на средњовековну Европу. На Вестеросу годишња доба трају годинама, понекад и десетлећима. Један део приче се одвија на источнијем континенту званом Есос који се одликује етничком и географском разноликошћу.
Највише племство Вестероса је распоређено као „велике куће”. Приближно три столећа пре догађаја из Игре престола, династија Таргарјен је, користећи змајеве, освојила све земље и покорила сва краљевства на Вестеросу од Зида на северу до јужних обала Дорне на југу и створила јединствено краљевство. Породица Таргарјен потиче из древне Валирије. Егон I се оженио својим сестрама и ова традиција се често штовала у њиховој породици како би се очувала краљевска крв. Како су змајеви почели да изумиру, тако је и њихова династија почела да слаби. Лудило Ериса II Таргарјена је постало неподношљиво по народ Вестероса.
- Кућа Баратеон од Крајолуја
Наш је гнев.
- Кућа Старк од Зимоврела
Зима долази.
- Кућа Ланистер од Ливачке стене
Чуј моју рику!

- Кућа Ерин од Гнезда соколовога
Високо као част.
- Кућа Тули од Брзоречја
Породица, дужност, част.
- Кућа Таргарјена од Змајкамена
Ватра и крв.

#### Робертова буна
Петнаест година пре радње из ове књиге, Седам краљевстава је растргао грађански рат, познат у народу као „Робертова побуна” или „Рат узурпатора”. Принц Регар Таргарјен је киднаповао Лијену Старк изазвавши гнев њене породице и њенога вереника, лорда Роберта Баратеона који је почео побуну. Ерис II Таргарјен, познат и као „Луди Краљ”, наредио је погубљење Лијениног оца и њенога најстаријег брата када су је њих двојица тражила назад. Њен други брат, Едард „Нед” Старк, придружио се свом пријатељу из детињства Роберту и Џону Ерину, човеку који је био Робертов и његов ментор из млађих дана. Они су објавили рат владајућој династији Таргарјен. Њих одмах подржава и кућа Тули из Брзоречја јер су кћерке принцезе од куће Тули удате за лорда Едарда (Кејтлин) и за лорда Џона (Лиза). Моћна кућа Тирел је наставила да подржава краља. Куће Ланистер и Мартел у почетку су биле неутралне и нису хтеле да подрже владајућу кућу јер су били у малој завади с Таргарјеновима, али нису ни подржале побуњенике. Грађански рат је кулминирао битком код Трозупца, када је Роберт убио принца Регара смрскавши му груди својим буздованом. Ланистери су на крају ипак пристали да подрже краља Ериса, али су се онда брутално окренули против њега, пљачкајући престоницу, Краљеву Луку. Џејми Ланистер из Краљеве гарде издао је и убио краља Ериса II, а кућа Ланистер се заклела на лојалност Роберту. Џејмију ће касније остати надимак „Краљеоубица”. Тирелови и преостали који су били одани краљевској породици предали су се и Роберт је проглашен за краља Седам краљевстава. Током рата је Лијена умрла, највероватније од болести и то убрзо након што је њен брат Едард заузео тврђаву у којој је била заточена. Уместо Лијене, Роберт се оженио Серсеи од куће Ланистер како би учврстио савез с њеном кућом. Упркос Робертовој победи, млађи син краља Егона II Висерис и једина кћерка Денерис одведени су на сигурно преко мора од стране лојалних слуга. После рата, кућа Мартел из Дорне је изабрала пут изолације, јер није хтела да има ништа ни са Баратеонима и Ланистерима који су убили Елију, њихову принцезу и супругу принца Регара, као и њену малу децу. Лорд Тивин Ланистер је лично наредио да се двоје малолетне недужне деце брутално ликвидирају.
Шест година доцније, против краља Роберта се диже побуна лорда Белона Грејџоја с Гвоздених острва, коју он гуши. У побуни су убијена два Белонова најстарија сина, док је једини преостали син Теон, као штићеник, дат на старатељство Едарду Старку како би се Грејџоји са Гвоздених острва примирили.

### Главна прича

#### У Седам краљевстава
На почетку приче, господар Зимоврелa и заштитник Севера лорд Едард „Нед” Старк, због издаје завета погубљује дезертера из Ноћне страже, војске која штити огроман зид од упада дивљана у Седам краљевстава. Обезглављивању присуствују његови синови Роб и Брен, његово копиле Џон Снежни и његов штићеник Теон Грејџој. На путу до куће налазе на мртву женку језовука (језовук је симбол куће Старк) која је за собом оставила наизглед пет штенаца, три мужјака и две женке, што се поклапа с бројем и половима његове законите деце, а убијена је рогом јелена (јелен је симбол куће Баратеон). Његова законита деца Роб, Санса, Арја, Брен и Рикон одлучују да их усвоје, али под условом да се сами старају о њима. Неочекивано, Џон проналази још једно мушко младунче које је било најмање, одбачено од осталих и које је било албино. Имена су им: Сиви Ветар (Роб), Лето (Брен), Леди (Санса), Нимерија (Арја), Чупавко (Рикон) и Дух (Џон).
Касније те вечери, Нед сазнаје да је његов ментор и краљева десна рука лорд Џон Ерин умро. Недов пријатељ из детињства, краљ Роберт Баратеон долази у Зимоврел заједно са краљицом Серсеи од куће Ланистер, њиховом децом Џофријем, Мирселом и Томеном и краљичином браћом: Џејмијем из Краљеве гарде и кепецом Тирионом Ланистером, познатог и под надимком „Баук”. Роберт предлаже Неду да постане нова краљева десница. Нед не жели да напусти Зимоврел, али ипак одлучује да оде када, преко своје свастике Лизе, удовице Џона Ерина, сазна да су Ланистери умешани у Еринову смрт. Касније Недов седмогодишњи син Брен пентрајући се по зидинама Зимоврела, открива родоскврну аферу између краљице и њеног брата близанца Џејмија, који га је гурнуо са прозора када га је приметио. Од пада, Брен је пао у кому. Нед одлази са Арјом и Сансом у Краљеву Луку, док његова жена Кејтлин остаје у Зимоврелу са Бреном, Риконом и Робом. Роб постаје господар Зимоврела у очевом одсуству. Пошто је Кејтлин мрзела Џона Снежног јер је он Недово копиле, а сада када његов отац иде на југ, Џон и Нед одлучују да би најбоље било да Снежни оде у Ноћну стражу, да чува Зид, са извидником Ноћне страже и његовим стрицом Бенџеном Старком, Едардовим млађим братом. Џон и Едард крећу на крајњи север, а придружује им се Тирион, жељан, барем једном у животу, да види чувену конструкцију која је направљена од давнина како би штитила Седам краљевстава од упада дивљана и Туђина.
На путу до Краљеве Луке, долази до свађе између Арје и принца Џофрија за кога је Санса верена. Арјин језовук Нимерија напада Џофрија да би заштитила Арју, због чега краљица Серсеи тражи њено погубљење. Након тога, Арја гађа Нимерију камењем да би је натерала да побегне од Ланистера. Због тога је уместо ње, погубљена Сансина вучица Леди. У међувремену у Зимоврелу, плаћени убица покушава да убије Брена, али његов језовук Лето га спасава, брутално убијајући нападача. Након тога Кејтлин бродом одлази у Краљеву Луку да обавести Неда о овоме, јер је схватила да је Брен сигурно нешто видео што није смео, као и то да није пао, него да је гурнут како би се обезбедило да он ником неће испричати тајну. У Краљевој Луци, Нед упознаје краљеве саветнике, лорда Петира Белиша, званог Малопрстић, и Вариса, господара шапталица. Када је Кејтлин стигла у Краљеву Луку, доведена је Малопрстићу и он јој саопштава да бодеж којим је убица покушао да убије њеног сина, припада Тириону Ланистеру. По повратку у Зимоврел, Кејтлин среће Тириона (који се са Зида враћа на југ) у једној крчмарници у којој га оптужује за покушај убиства, те га заробљава и води код своје сестре Лизе у Гнездо соколово, у Дол. Тирион тврди да је невин и да ју је Малопрстић лагао, потом захтева суђење борбом. За њега се бори најамник Брон који успева да победи противника и Тирион бива ослобођен. Због овог хапшења, његов отац Тивин Ланистер, шаље војску да опустоши земље Кејтлинине породице Тули.
У Краљевој Луци, Нед истражује смрт Џона Ерина и на крају открива да су Робертови законити наследници, укључујући Џофрија, у ствари Серсеина деца продукт родоскврнућа, ње и њеног брата Џејмија. Ерин и Станис Баратеон, Робертов млађи брат, открили су ову аферу. Нед сумња да је Ерин убијен како би се прикрила афера, док је Станис избегао смрт јер је његов дворац на изолованом острву Змајкамену и да није било прилике да се и он ликвидира. Сазнавши од Едарда те сумње, Ренли Баратеон, најмлађи од браће, саветује га да одмах баци Серсеи у притвор, међутим, Нед јој нуди милост, односно, прилику да побегне пре него што он обавести Роберта, али она користи ову прилику да договори Робертову смрт у несрећи у лову и постави Џофрија на престо. Нед се спрема да пошаље своје кћерке из Краљеве Луке и тражи помоћ Малопрстића да оспори Џофријев успон на престо, те да му помогне у постављању Станиса, по принципу примогенитуре, као најстаријег живог члана лозе Баратеон, за краља. Малопрстић га издаје, што резултира Недовим хапшењем. Арја бежи из замка уз помоћ свог инструктора мачевања Сирија Форела и Јорена, човека за регрутацију у Ноћну стражу, али Сансу узимају за таоца. Варис договара сусрет Едарда и Серсеи у притвору како би се договорили да он призна Џофрија за легалног краља, да призна да је издајник, а нови краљ ће му понудити милост и дозволиће му одлазак у Ноћну стражу. Иако је све било договорено, на опште незадовољство већине Џофријевих саветника, укључујући мајку Серсеи и Вариса, краљ у нападу садизма преокреће ситуацију и наређује обезглављивање Неда.
Избија грађански рат, који ће касније бити опеван као Рат пет краљева. Недов најстарији син Роб маршира своју северњачку војску на југ као одговор на хапшење свог оца и како би ублажио претњу речним земљама које су савезнице Старкових. Речним земљама господари породица Тули. Да би обезбедила стратешки неопходан прелаз преко моста, Кејтлин преговара о брачном савезу између Роба и озлоглашене непоуздане куће Фреј, која се заветовала да ће служити породици Тули. У то време, Брзоречје, замак Тулијевих, под опсадом је Џејмијеве војске, док већа војска Тивина, главе породице Ланистер, чека Робову војску источно реке Зелени крак, јужно од Трозупца. Због прелаза Зеленог крака на запад код Близанаца, коју држе Фрејеви, Роб надмудрује Ланистере и већу војску, с коњицом, шаље да разбије опсаду Брзоречја, док мању војску пешадије, предвођењу Рузом Болтоном, шаље како би одвукла Тивинову пажњу. Болтонова војска губи од Тивинове и Тирионове, али Роб одлучно гуши опсаду Брзоречја и заробљава Џејмија Ланистера, у северној Шапутавој шуми. Тивин се повлачи у јако и древно утврђење Харендвор и наређује Тириону да оде у Краљеву Луку како би га мењао на месту краљеве деснице.
Лорд Ренли бежи на југ из Краљеве Луке у Високи Сад, упориште моћне куће Тирел, договара брак с принцезом Маргери из те куће, да би на крају био проглашен за краља. Чувши те информације, следбеници Роба Старка проглашавају и њега за краља на Северу, обнављајући независност Севера која је постојала у далекој прошлости.

#### На Зиду
„Ноћна стража чува читаво краљевство, и заклета је да се не меша у грађанске ратове и борбе око престола. По традицији, у време буна она се клања свим краљевима, а не слуша ниједног.”

На северној граници Седам краљевстава постоји Зид, огромна баријера од леда, камена и мађије висока седамсто стопа, дугачка на стотине километара на чијој јужној страни се налази Ноћна стража. То је ред који се заветовао да ће заувек служити Стражи, да ће се одрећи титула и породице, да неће имати жене и децу и да ће бранити Зид до краја својих дана. Ноћна стража је основана од давнина како би штитили Седам краљевстава од северних племена, тзв. „дивљана” који су побегли с југа на север, у Уклету шуму, како би живели у анархичној заједници, по својим сопственом законима, а не по законима краљева. Постоји предање како иза Зида не обитавају само дивљани, већ и Туђини, познати и као бели ходачи, који су древна нељудска врста непријатељска свим живим људима.
На самоме почетку романа, у прологу, тројица људи у земљама иза Зида наилазе на масакрирана тела дивљих животиња. Сер Вејмар Ројс се суочава с неколико ледених чудовишта, који су у легендама познати као Туђини. Иако им је пружао отпор, бива убијен. Његов колега извидник Вил истражује Ројсов леш који оживљава и убија Вила. Трећи и последњи у групи Ројсових извидника Гаред је толико уплашен оним што је видео, да је побегао на југ све до Зида, а после је кренуо и даље у јужније крајеве Вестероса. Он је дезертер из Ноћне страже којег је Едард Старк погубио у првом поглављу књиге.
Џон Снежни, копиле Неда Старка, одлази на Зид како би се придружио Ноћној стражи у којој је већ његов стриц Бенџен који је први извидник Страже. Џон убрзо схвата да је Ноћна стража казнена колонија, коју чине преступници који су мењали своје затворске и смртне казне за одлазак на Зид, а не елитна формација која штити Вестерос од дивљана. Стража је састављена од скоро хиљаду људи, а треба да покрива три стотине миља Зида. Додатни проблем чине гласине да се појавио Краљ иза Зида звани Менс Рајдер који у далеким северним земљама окупља дивљане под своју заставу. Рајдер је једном био заклети брат Ноћне страже, апи је дезертирао како би се придружио дивљанима. Недуго по Џоновом доласку на Зид, његов стриц Бенџен није се вратио из извиднице.
Снежног и многе друге млађе мушкарце немилосрдно малтретира искусни војник и кастелан Алисер Торн, али Џон окупља своје колеге регруте против њега. Између осталих, тако стиче пријатељство Семвела Тарлија, кукавичког, али доброћудног и интелигентног младића из Хвата, који је био наследник свог оца, али који је одбачен од своје породице, слично како се осећао и Џон због свог статуса копилета. Такође, Џон се спријатељује са мештром Емоном. Приликом једне дискусије, мештар Емон му открива да је био члан куће Таргарјен, пра-стриц сада свргнутог Ериса II, као и то да је тренутно најстарији човек на Вестеросу.
Џон доцније бива постављен за кућеуправитеља лорда заповедника Ноћне страже Џеора Мормонта. Иако је испрва био разочара, јер је хтео да буде извидник као његов стриц, Снежни убрзо схвата да га блискост због позиције може довести да потенцијално наследи Мормонта. Шест месеци по нестанку Бенџена, њега и даље нема. Мормонт предводи екипу иза Зида у кратку извидницу како би нешто више сазнали и проналазе тела двојице мушкараца који су отишли са Бенџеном. Њихове лешеве враћају у одаје Страже, али они оживљавају убијају једног брата из Ноћне страже. Један од немртвих напада лорда заповедника, али Џон спаљује нападача спасивши Мормонту живот. Вест о погубљењу његовога оца стиже и до Џона, и он покушава да се придружи свом полубрату Робу у борби против Ланистера, али га браћа из Ноћне страже, његови најближи пријатељи, убеђују да остане. По повратку на Зид, Мормонт говори Џону да је очекивао покушај бекства, али да му он треба како би повео експедицију на север како би пронашао Бенџена, живог или мртвог, као и да истражи гласине о Краљу иза Зида који уједињује дивљане.

#### Преко Узаног мора[н. 1]
Преко мора, источно од Вестероса, живе прогнани принц Висерис и принцеза Денерис (звана Дени) деца покојног „лудог краља” Ериса Таргарјена, који је владао Вестеросом пре него што га је збацио Роберт Баратеон. После дугих лутања у времену пре почетка романа, они сада живе у Слободном граду Пентосу под протекцијом богатога трговца и магистера Илирија Мопатиса. Висерис, уз помоћ Илирија, заручује тринаестогодишњу Денерис за кала Дрога, војсковођу номадског народа Дотрака, у замену за коришћење Дрогове војске од четрдесет хиљада коњаника (највећег каласара у Дотрака) како би повратио престо Вестероса од, према његовим речима, узурпатора Роберта Баратеона. Илирио даје Денерис три окамењена змајева јаја украшена драгуљима као свадбени поклон. Сер Џора Мормонт, бивши лорд од Медвеђега острва који је прогнан из Вестероса због трговине робљем, придружује се Висерису као саветник. У почетку уплашена свог новог мужа и његових људи, Денерис на крају прихвата своју улогу Дрогове калиси и полако се Дрого и она заљубљују једно у друго током дугачкога пута на исток, кроз пашњаке Дотрачкога „мора”, после чега Денерис постаје трудна. Њиховом детету се предвиђа велика судбина. Она одлучује да ће се дете звати Рего, по њеном брату принцу Регару кога је Роберт Баратеон убио у бици код Трозупца. Дрого, међутим, показује мало интересовања за освајање Вестероса, а нестрпљиви Висерис покушава да натера своју сестру да примора Дрога. Када Висерис у пијаноме стању јавно запрети Денерис и њеном нерођеном детету, вређајући додатно Дрога, кал га убија тако што му „ставља златну круну”, сипајући му прокључало растопљено злато на главу. После смрти свога брата, Денерис преузима тенденцију свог брата да поврати Гвоздени престо, али је Дрого и даље неодлучан.
Убица који тражи наклоност краља Роберта покушава да отрује трудну Денерис, али не пре него што је Мормонт спаси, што коначно убеђује кала Дрога да освоји Вестерос. Док пљачка села да би финансирао инвазију на Вестерос, Дрого је рањен, а Денерис наређује заробљеној народној исцелитељки Мири Маз Дур да га спасе. Мири Маз Дур јој говори да се живот мора платити смрћу, не прецизиравши на чију смрт се мисли јер је била љута нападима Дотрака на њен миран народ који је избегавао сукобе. Денерис пристаје мислећи ће живот Дроговог коња бити довољан. Међутим, Мири Маз Дур жртвује Денерисино нерођено дете да би покренула чини и да би спасила Дрогов живот, што враћа Дрогово физичко здравље, али га оставља у трајном вегетативном стању.
Пошто је Дрого потпуно неспособан да води, већи део дотрачке војске се распршио у мање каласаре, док само мала група остаје уз Дени. Она гуши Дрога јастуком и везује Мири Маз Дур за Дрогову погребну ломачу. Она ставља своја три змајева јаја на ломачу и сама улази у њу. Када ватра изгори, она излази неповређена, са три тек излегла змаја и постаје Неизгорела, Мајка змајева који су први змајеви виђени на свету после 160 година. Са страхопоштовањем, Џора и преостали Дотраци јој се заклињу на верност.

## Тачке гледишта
Свако поглавље се концентрише на ограничену тачку гледишта у трећем лицу једног лика; књига представља перспективу осам главних ликова. Осим тога, мањи лик пружа пролог. Наслови поглавља указују на перспективу.
- Пролог: Вил, извидник из Ноћне страже
- (15 поглавља) Лорд Едард Старк, заштитник Севера и лорд Зимоврела, краљева десница.
- (11) Леди Кејтлин Старк, од куће Тулија, супруга Едарда Старка.
- (11) Санса Старк, старија кћерка Едарда и Кејтлин Старк
- (10) Принцеза Денерис Таргарјен, Олујрођена, принцеза Змајкамена и наследница Таргарјена, након старијег брата Висериса Таргарјена.
- (9) Џон Снежни, копиле Едарда Старка
- (9) Тирион Ланистер, патуљак, брат краљице Серсеи и њеног брата близанца Џејмија, син лорда Тајвина Ланистера
- (7) Брен Старк, седмогодишњи син Едарда и Кејтлин Старк
- (5) Арја Старк, млађа кћерка Едарда и Кејтлин Старк.

У каснијим књигама серијала Песма леда и ватре додају се одређени ликови из тачке гледишта док се други уклањају.

## Стварање
Осамдесетих година двадесетога столећа Џорџ Р. Р. Мартин је писао сценарије у Холивуду, али му се није свиђао тај његов посао због немогућности стварање прича великог обима.
„За прве сценарије су ми рекли: ’Ово је одлично, али предуго, превише слова.’ Морао сам да их скраћујем, па сам, када сам се вратио писању књига, рекао себи: ’Да. Више ме није брига за такво нешто.’ Желео сам на хиљаде ликова, битке великих размера, величанствене замкове и анфиладе — све што нисам могао да приуштим на сценаријима за екранизацију.”
Одлучивши да се врати писању књига, Мартин је писао своме уреднику и послао три предлога за будући рад — научну фантастику, хорор или епску фантастику. Уредник му је одобрио последњи предлог јер је сматрао да има веће комерцијалне изгледе. На роману је почео у лето 1991, у граду Санта Фе, у Новоме Мексику. Током овог периода, Мартин је провео доста времена на другим пројектима, а да није било фијаска телевизијске серије Портали, никада не би започео серијал књига Песма леда и ватре. У почетку, Мартин је намеравао да серијал буде састављен од три књиге, али је с временом схватио да ће морати да напише шест романа, да би се доцније број књига повећао на седам.
За почетак, написао је причу о дечаку Брену који је био сведок погубљења једнога дезертера и који проналази језовуке, а прво поглавље се бави о томе како Старкови проналазе штенце језовукова. У том тренутку Мартин је радио на роману Авалон. Испрва, није знао да ли ће Игра престола бити само прича или нешто више. Касније је одлучио да нарација буде из личних углова неколико ликова. Након завршетка другога поглавља и написаних стотинак страница, Мартин је био приморан да одложи писање због заузетости сценаријима. У једноме тренутку, после дугога описивања радње, он је схватио да треба да стане и разради свет и његову повест — да нацрта мапе, породична стабла, одреди краљеве и временске периоде њихове владавине, њихове надимке. Мартин је у почетку планирао редослед поглавља, касније је записивао причу свакога лика, потом их је разделио, да би их на крају измешао како би добио оптималан распоред унутар романа што би постигло максималну тензију читаоца. Понекад, да се не би збунио у вези с детаљима, он је записивао детаље наратива у спискове и дијаграме, иако се углавном трудио да све запамти. Мартинова необична традиција је била употреба ликова за „једнократну употребу” пролога и епилога. Разматрао је и другу могућу структуру романа у којој су месеци, а не дани, пролазили између два поглавља што би, по његовоме мишљењу, из корена променило књигу и омогућило решавање низа проблема. Прва верзија рукописа имала је 1088 страница без додатака, иако је он првобитно желео да сви догађаји стану на 800 страница. После тога, Мартин је преместио 300 страница у други роман — Судар краљева.

### Ликови
Прича романа је приповедана из угла девет ликова. Мартинов главни лик је Тирион Ланистер. Оно што га чини привлачним за читаоце је духовитост и енигматичност. Мартин је изјавио да му је најтеже било приликом писања Бренових прича, будући да је он био најмлађи од главних ликова и заправо једини који има способности да управља мађијом. Радња око Денерс је од самог почетка била замишљења на другоме континенту. Мартин је погледао мапу Вестероса и одлучио је да радњу око Дени смести ван њега. Смрт главних ликова делимично је инспирисана смрћу Гандалфа у Толикиновој Дружини прстена и Фрода у Две куле, с тим што Мартинови ликови углавном не васкрсавају. Мартину је било тешко да убије своје ликове јер их је третирао као децу, иако су неки од њих, попут Едарда Старка, „од почетка били обележени за смрт”. Сцена у којој Едард умире је написана 1994. Мартин је рекао: „Валар моргулис. Сви смртници морају умрети. Смрт је неизбежна истина целога живота... и свих прича такође.” Он је својим писањем желео да полемише с Толкином — да добар човек, као што је био Арагорн у Господару прстенова, треба да постане добар краљ. Нед, као морални компас приче, лик око кога се прича врти, збрисан је с табле на изненадан начин чинећи причу још узнемирујућом. Мартин га није одмах убио, већ је дао читаоцима времена да се вежу за њега како би што теже и што изненађујуће примили његову смрт.
Мартин је имао жељу да исприча причу из перспективе различитих ликова у стилу новинарскога извештавања. Као студент, Мартин је своју стидљивост превазилазио тако што је разговарао с очевицима разних несрећа, од којих многи нису желели да му одговарају на постављена питања. Ово искуство је допринело да се иста несрећа сагледа из различитих углова. Неко време је Мартин оклевао да ли да укључи змајеве у наратив. Размишљао је да ли треба да буду живи или да остану само као симболи. Филис Ајзенстајн, Мартинова пријатељица, уверила га је да је појава змајева била добра одлука. Мартин сматра да је први мамац за читаоце у роману био пад Брена. И Џејми и Серсеи изгледају дегутантно у овоме тренутку. Међутим, Џејми Ланистер се тада сусрео с тешком одлуком, или да убије туђе дете, или да убије своју децу, јер би Роберт Баратеон поубијао децу да је сазнао да нису његова. Мартин је на једноме месту упоредио Серсеи са Леди Магбет. Она искрено воли своју децу, али има социопатски поглед на свет и цивилизацију. Упркос чињеници да у почетку Ланистери изгледају као најцрњи негативци, читалац постепено почиње да разуме њихове мотиве. То код њих буди наду да ће се они с временом променити на боље. Мартин је сматрао да су његови ликови довољно витални да се читаоци могу идентификовати с некима од њих, а према другима гајити негативне емоције.

### Мартинов стил и планови
Мартин је рекао да му је идеја за Игру престола потекла ниоткуда. На основу сећања на Толкинове приче које је читао у детињству, он је желео да напише велику епску фантастику. Посебно место у роману му има хералдика. Повећи број описа је посвећено храни. Мартин је истакао да епизоде оживљавају пејзаже, звукове и мирисе. За писање битака, сцена сношаја и гозби примењивао је исте технике нарације. Он је провео доста времена описујући јела која једу његови ликови. Мартин је једном сам истакао: „Ова позадина даје сценама текстуру, чини их живим и психолошким аутентичним... Утисци добијени чулима продиру дубоко у саме темеље наше свести, до којих се тешко може доћи ако се радња изложи искључиво интелектуално.” У роману се огледају Мартинове успомене из прошлости о суровој зими из Дубјука, у Ајови.
Мартин се трудио да буде искрен према читаоцима, па је у приказивању ратова описивао и смртх позитивних јунака јер у стварном животу „умиру и добри људи који су вољени”. Одразу капацитета витештва је допринела поставка која личи на средњи век који је у својим контрасним дешавањима често доводио до бруталних ратова. Исто важи и за сексуалност. С једне стране, витешки култ лепе даме, с песмама посвећеним њој и победама на турнирима, с друге стране масовна силовања после битака. Пример за то је Стогодишњи рат. Сексуалност је мотиватор код Мартина, за разлику од Толкинових радова у којима није спомињана. Мартин је сматрао да је фантастика као жанр, иако заснована на машти, треба да одржава реалност света у коме живимо. На критике о његовом писању о сношајима, он је одговорио да, уколико је крив за неприкладаност сношаја, онда је крив и за „неприкладне окрутности, неприкладне гозбе, неприкладне описе одеће и неприкладну хералдику”, јер сви ови детаљи не доприносте много развоју фабуле. По обиму, роман се показао најкраћим у поређењу са осталим романима из серијала. Техника честог понављања омиљених фраза (нпр. „ругала се врана гаврану” и „речи су ветар”), позајмљена је од Стивена Кинга.

## Теме
Током романа, ликови се често суочавају са одлукама које одговарају једној особини која се може исплатити у односу на другу. The Guardian описује ликове који су често „приморани да бирају између љубави према онима који су им блиски и већег интереса части, дужности и царства.” У Вестеросу, Нед на крају одлучује да крене на југ са Робертом, остављајући већи део његове породице у Зимоврелу. Код Зида, Џон се бори са невољом да се придружи свом полубрату Робу у побуни или остане са својом заклетом браћом у Ноћној стражи. Денерис има проблем са Дотраки третманом оних које су освојили у Есосу. Ови сукоби са којима се ликови често сусрећу одражавају недоследно доношење одлука. Кејтлин је у почетку преплављена тугом и не напушта Бранову постељу док је он у коми, игноришући њене политичке одговорности, бирајући породицу уместо дужности. Али убрзо након тога, Кејтлин напушта Брена и њену породицу у Краљеву луку како би обавестила Неда о потенцијалној Ланистерској издаји, ефективно показујући улогу која више испуњава дужности. Породица, дужност и част играју главну улогу у сукобима који настају у причи, а квалитети који су традиционално категорисани као племенити супротстављају се једни другима у решавању. Сукоби одлука ликова и анализа последица су специфични за то како Мартин жели да прикаже фантазију.
Мартин карактеристично одступа од традиционалног фантазијског модела и јасних линија између добра и зла. Мартин размишља: „Мислим да се битка између добра и зла углавном води у индивидуалном људском срцу, одлукама које доносимо. Није као да се зло облачи у црну одећу и знате, заиста је ружно”. Овакав став карактерише књигу и евидентан је у поступцима неколико различитих породица које се често сукобљавају. Сукоб Старкових и Ланистера је средишња компонента романа и читалац добија тачке гледишта са обе стране. Исто тако, Денерисина прича се развија око Таргарјеновог преокрета у Вестеросу, у којем су Старкови играли значајну улогу. Мартин тврди:
| „ | Имати више гледишта је кључно за сивило ликова. Морате бити у стању да видите борбу са обе стране, јер права људска бића у рату имају све те процесе самооправдавања, говорећи себи зашто је оно што радимо исправна ствар. | ” |